# Јоханан Волах
Јоханан Волах (хебр. יוחנן וולך; 14. мај 1945) бивши је израелски фудбалер који је играо у одбрани. Председник је спортског клуба Макаби Хаифа. Са репрезентацијом Израела учествовао је на Светском првенству 1970.